# Man-Pupu-Nior
Маn-Pupu-Nior (en mansi: Мань-Пупыг-Нёр [manʲ.pupiɣ noːr], literalment 'la petita muntanya dels déus'; en komi: Болвано-Из [bolvano iz], literalment 'la pedra ídol') és un conjunt de set pilars de pedra situat a l'oest de les muntanyes Urals al districte de Troitsko-Petxorsk de la República Komi. Són al territori de la reserva del Petxora i l'Ílitx, a la muntanya de Man-Pupu-nior, entre els rius Ílitx i Petxora. També es coneix com les formacions rocoses dels Set Homes Forts i els pols de la República de Komi. Considerades com una de les set meravelles de Rússia, aquestes formacions rocoses són una atracció popular a la Federació Russa, encara que relativament verge per al turisme.

## Descripció
L'alçada de les roques oscil·la entre els 30 i els 42 metres. Fa uns 200 milions d'anys, al lloc on estan situats els pilars de pedra hi havia unes muntanyes altes. La pluja, la neu, el vent, les gelades i la calor van erosionar progressivament les muntanyes. Els esquists sòlids de sericita - quarsita, dels quals es componen les restes, es van erosionar menys i sobreviuen avui dia. Les roques toves van ser destruïdes per la intempèrie i transportades per l'aigua i el vent cap a les depressions.
Un dels monòlits, de 34 metres d'alçada, està una mica separat dels altres. S'assembla a una ampolla invertida. Els altres sis són a la vora del penya-segat. Es diu que els pilars s'assemblen a les figures d'un home enorme o al cap d'un cavall o un moltó. Hi ha nombroses llegendes associades a Man-Pupu-nior. Les formacions van ser considerades sagrades per la gent local del mansis i pujar-hi es considerava un pecat.

## Fauna
Als voltants de l'altiplà s'hi poden trobar llangardaixos vivípars, esquirols, martes, gibelines, llúdrigues, erminis, visons americans, ossos bruns, goluts i guineus.

## Turisme

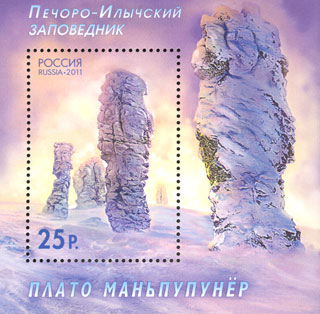
Segell rus que representa les formacions rocoses de Маn-Pupu-Nior

S'hi pot accedir per carretera des de la República de Komi, fent senderisme o esquiant pel pas de Diàtlov des de l'óblast de Sverdlovsk, o amb helicòpter.
Fins al 2004 es va permetre una ruta amb cotxe des de l'óblast de Sverdlovsk, amb una visita al coll de Diàtlov, la muntanya Otortén i la font del riu Petxora. Va ser prohibida oficialment ja que travessava dues àrees protegides: la reserva del Petxora i l'Ílitx i la reserva d'Ívdel.